# Адела Френска
Адела Френска (на френски: Adèle de France, Alix de France, Adela, Adélaide, Adelheid, Aelis, Alix, * 1009 или 1014, † 8 януари 1079) от династията на Капетингите, e през януари – август 1027 г. херцогиня на Нормандия и от 1028 до 1067 г. графиня на Фландрия.

## Произход, брак и религиозна дейност
Адела е втората дъщеря на Робер II Благочестиви (* 27 март 972, † 20 юли 1031), крал на Франция от 996 до 1031 г., и неговата трета съпруга Констанца Арлска (* 986, † 25 юли 1034). Тя е сестра на крал Анри I (* 1008, † 4 август 1060).
Тя се сгодява през 1027 г. и вероятно се омъжва през януари 1027 г. за Рихард III (* 1001; † 6 август 1027), третият херцог на Нормандия, който умира същата година. През 1028 г. Адела се омъжва в Париж за Балдуин V Благочестиви († 1 септември 1067), граф на Фландрия от Дом Фландрия.
Адела има влияние и Балдуин V, след смъртта на нейния брат, френският крал Анри I, получава надзора за неговия 7-годишен син Филип I и така от 1060 до 1067 г. е регент на Франция.
След смъртта на Балдуин V през 1067 г. Адела отива в Рим, получава монахинското було от ръцете на папа Александър II и след връщането си влиза в женското абатство на Бенедиктинския орден в Месен. Там тя остава до смъртта си. Погребана е в манастир Месен при Ипер.
Адела е Светиня. Нейният почетен ден е на 8 септември.

## Деца
Адела и Балдуин V имат три деца:
- Балдуин VI (* 1030, † 17 юли 1070), граф на Фландрия
- Матилда (* 1032, † 2 ноември 1083), омъжена от 1053 г. за херцог Вилхелм Завоевателя, 1066 г. като Вилхелм I крал на Англия
- Роберт I Фризиец (* 1035, † 12 или 13 октомври 1093), граф на Фландрия